# Adolf Józef Jełowicki
Adolf Józef Jełowicki (ur. 25 lutego 1863 w Warszawie, zm. 7 lipca 1937 w Lublinie) – polski duchowny rzymskokatolicki, biskup pomocniczy lubelski w latach 1918–1937.

## Życiorys
Syn Adolfa i Pauliny Sobańskiej. Po ukończeniu szkoły realnej w Warszawie ukończył w 1888 Instytut Rolniczy w Puławach. Wstąpił do seminarium duchownego w Warszawie, a następnie studiował w Lowanium oraz odbył studia biblijne w Jerozolimie. Po otrzymaniu święceń kapłańskich 7 grudnia 1890 odprawił mszę prymicyjną w kościele św. Krzyża w Warszawie. Pełnił funkcję wikariusza w Łęczycy, a następnie w Warszawie.
W 1892 wyjechał do Jerozolimy na studia biblijne. Po powrocie, w 1893 został mianowany prefektem gimnazjum w Warszawie. W 1899 otrzymał godność szambelana papieskiego Leona XIII. W latach 1901–1918 pozostawał na stanowisku proboszcza parafii Świętej Trójcy na Solcu. W tej robotniczej parafii, jako pierwszy w warszawskich kościołach, wprowadził spluwaczki, by „uprzyzwoicić” pobyt w kościele i na mszy.
Na początku 1900 w ramach Towarzystwa Dobroczynności wraz z Wereszczakową i Chlebowską organizował sale zajęć przy ul. Szarej i Hożej w Warszawie, będących właściwie tajnymi szkołami. Przy kościele św. Trójcy działała w oparciu o pomoc materialną osób prywatnych bezpłatna jadłodajnia dla dzieci na Solcu. Od czerwca do grudnia 1915 wydała ona 180 000 obiadów, a od dnia założenia, to jest od 24 listopada 1914, wydano 312 975 obiadów.
W 1902 otrzymał godność prałata papieskiego. W 1914 został sędzią-sufraganem konsystorza generalnego. Na początku I wojny światowej przebywał w Amsterdamie. W 1915 został kanonikiem kapitułu warszawskiej, a w 1918 wiceoficjałem.
9 listopada 1918 został mianowany biskupem pomocniczym diecezji lubelskiej i biskupem tytularnym Lorymy. Była to pierwsza nominacja biskupia w niepodległej Polsce. Jako biskup nominat uczestniczył w Konferencji Episkopatu 13 marca 1919. 23 marca 1919 został konsekrowany na biskupa w swym kościele parafialnym Świętej Trójcy w Warszawie.
W latach 1919–1920 był proboszczem chełmskim. Na probostwie tym był do wybuchu wojny w 1920, kiedy to opuścił parafię. W 1921 został prałatem archidiakonem, a w 1931 dziekanem kapituły lubelskiej.
W latach 30. XX w., korzystając z przyjaźni z papieżem Piusem XI i mając w związku z tym duże wpływy w Watykanie, usiłował uniemożliwiać nominację ambasadora II RP przy Stolicy Świętej, a jego zaufanym posłańcem i poplecznikiem w tej materii był ks. Popławski.
Zaznaczył się działalnością na polu literacko-naukowym. W 1897 wydał w Warszawie Przechadzki po Jerozolimie. W ramach swych badań historycznych publikował Metryki kościoła parafii św. Jana Chrzciciela w Warszawie 1583–1797 r. („Miesięcznik Heraldyczny” VII. 1914). W 1933 opracował i wydał w Ossolineum we Lwowie piąte wydanie książki Moje Wspomnienia ks. Aleksandra Jełowickiego. Współpracował także z „Tygodnikiem Ilustrowanym”, „Kroniką Rodzinną”, „Przeglądem Katolickim”, „Wielką encyklopedią ilustrowaną” oraz „Encyklopedią” ks. Chełmickiego.
Na mocy jego testamentu Muzeum Narodowe w Warszawie otrzymało 240 przedmiotów obejmujących obrazy, porcelanę, szafy gdańskie itp. Swoją bibliotekę ofiarował Katolickiemu Uniwersytetowi Lubelskiemu. Wykonawcą testamentu była siostra biskupa, Paula z Jełowickich Mańkowska.